# نیروی دفاع ملی مالدیو
نیروی دفاع ملی مالدیو (به اختصار MNDF) ; (به زبان دیوهی: ދިވެހިރާއްޖޭގެ ޤައުމީ ދިފާއީ ބާރު) ارتش ملی جمهوری مالدیو و مسئول دفاع از امنیت ملی و حاکمیت آن است. بر طبق قانون اساسی مالدیو مسئولیت اساسی آن دفاع و حفاظت از جمهوری، تمامیت سرزمینی آن، منطقه انحصاری اقتصادی (EEZ) آن و مردمان مالدیو است. شاخه‌های نیروی دفاع ملی مالدیو شامل گارد ساحلی مالدیو، سپاه تفنگداران دریایی و نیروهای ویژه می‌باشد.

## تجهیزات

### هواگردها

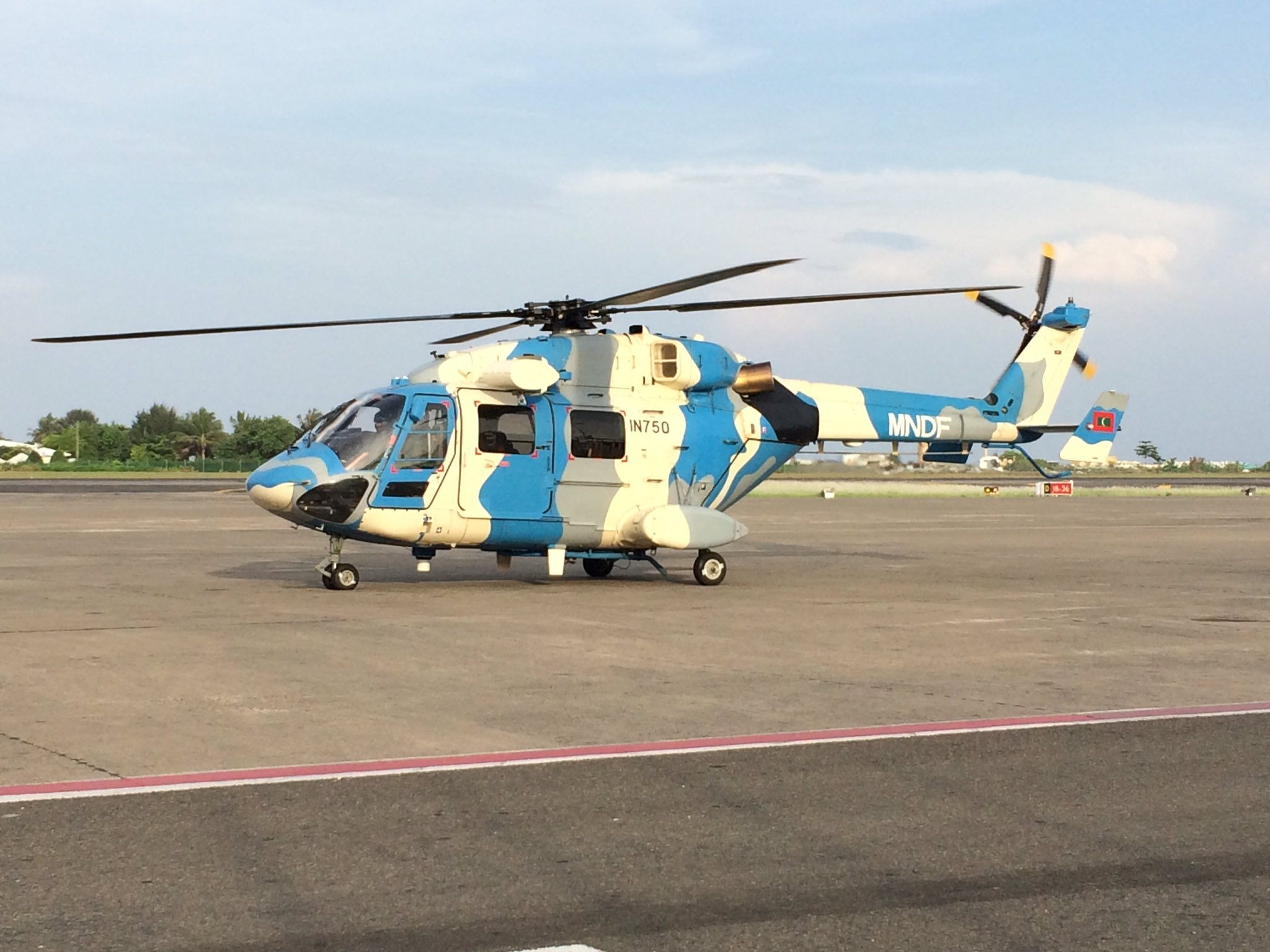
هال دروی نیروی دفاع ملی مالدیو که به صورت هدیه از طرف دولت هنددریافت گردیده

| هواگرد        | مبدا ساخت  | ماموریت                  | گونه    | تعداد در حال خدمت | توضیحات                   |         |
| پهپادها       | پهپادها    | پهپادها                  | پهپادها | پهپادها           | پهپادها                   | پهپادها |
| ------------- | ---------- | ------------------------ | ------- | ----------------- | ------------------------- | ------- |
| بیرقدار تی‌بی۲ | ترکیه      | پهپاد رزمی               |         | ۶                 | خریداری شده از ترکیه.     |         |
| ترابری        |            |                          |         |                   |                           |         |
| دورنیه ۲۲۸    | آلمان/ هند | گشت دریایی               |         | ۱                 | هدیه از طرف دولت هندوستان |         |
| بالگردها      |            |                          |         |                   |                           |         |
| هال دروی      | هند        | امداد و نجات / چندمنظوره | Mk.3    | ۲                 | هدیه از طرف دولت هندوستان |         |

### وسائل نقلیه
- ۳ دستگاه اوتوکار کبرا  ترکیه
- ۲ دستگاه بی‌ام‌پی-۲  شوروی
- تویوتا لندکروزر  ایالات متحده آمریکا

### توپخانه و راکت اندازها
- ۲ عرداه توپ صحرایی ۱۵۵ میلی‌متری ال/۴۵  هند
- ۱ دستگاه ب‌ام-۲۱ گراد  شوروی

### جا به جایی افراد خیلی مهم ( وی.آی.پی )
- ۵ دستگاه  مرسدس-بنز کلاس-اس ( اصلاح شده برای جابه جایی ریاست جمهوری) (۲۰۱۲ تا زمان حال )  آلمان
- ۴ دستگاه  کادیلاک اسکالید ( نسل ۱۱، به صورت ویژه برای محافظان ریاست جمهوری، اصلاح شده است. ) ایالات متحده آمریکا